# Hokejová reprezentace Čech v sezóně 1913/1914
Sezóna 1913/14 byla pro reprezentaci Čech úspěšná, ale zároveň i poslední. V lednu odjelo svazové mužstvo na turnaj LIHG do Chamonix. Na turnaji skončili reprezentanti na posledním místě s bilancí jedné remízy s Francií, a dvou porážek s Německem a Velkou Británií. Mužstva byla však posílena o zámořské hráče. Zápasy z turnaje tak česká strana nepovažuje za oficiální. O měsíc později se národní tým zúčastnil evropského šampionátu  v Berlíně, kde se po vítězstvích nad Německem a Belgií evropský titul vrátil zpět do Čech. Navíc příští šampionát se měl pořádat v Čechách, ale v červenci vypukla 1. světová válka a na čtyři roky se sportovní akce přestaly pořádat. Tím se završila i první kapitola české reprezentace, která se stala nejúspěšnějším národním týmem před první světovou válkou. Na třech ze čtyř evropských šampionátů, kterých se zúčastnila, vybojovala třikrát první místo a jednou skončila díky horšímu skóre druhá. O jeden titul je však nakonec připravila hokejová diplomacie. V celkové bilanci deseti mistrovských zápasů z let 1911–1914 nebyla česká reprezentace ani jednou poražena.      

## Přehled mezistátních zápasů
| Pořadí | Datum          | Soupeř  | Výsledek       | Soutěž                  | Místo utkání |
| 13.    | 25. února 1914 | Belgie  | 9:1 (4:0, 5:1) | Mistrovství Evropy 1914 | Berlín       |
| 14.    | 27. února 1914 | Německo | 2:0 (1:0, 1:0) | Mistrovství Evropy 1914 | Berlín       |

## Bilance sezóny 1913/14
| Soupeř  | Zápasy | Výhry | Remízy | Prohry | Skóre |
| ------- | ------ | ----- | ------ | ------ | ----- |
| Belgie  | 1      | 1     | 0      | 0      | 9:1   |
| Německo | 1      | 1     | 0      | 0      | 2:0   |
| Celkem  | 2      | 2     | 0      | 0      | 11:1  |

## Reprezentovali v sezóně 1913/14
| Post    | Hráč              | Zápasy | Branky | Klub                       |
| ------- | ----------------- | ------ | ------ | -------------------------- |
| Brankář | Václav Pondělíček | 1      | 1      | SK Slavia Praha            |
|         | Karel Wälzer      | 1      | 0      | Česká sportovní společnost |

| Post     | Hráč               | Zápasy | Branky | Klub                       |
| -------- | ------------------ | ------ | ------ | -------------------------- |
| Obránci  | Jan Fleischmann    | 2      | 0      | SK Slavia Praha            |
|          | František Rublič   | 2      | 0      | SK Slavia Praha            |
| Záložník | Josef Loos         | 1      | 0      | SK Slavia Praha            |
|          | Jan Pallausch      | 1      | 0      | Česká sportovní společnost |
| Útočník  | Jaroslav Jirkovský | 2      | 7      | SK Slavia Praha            |
|          | Josef Páral        | 2      | 1      | SK Slavia Praha            |
|          | Karel Pešek        | 2      | 3      | AC Sparta Praha            |

## Další zápasy reprezentace
| Datum          | Soupeř         | Výsledek | Soutěž           | Místo utkání |
| 20. ledna 1914 | Francie        | 1:1      | Turnaj LIHG 1914 | Chamonix     |
| 21. ledna 1914 | Německo        | 2:4      | Turnaj LIHG 1914 | Chamonix     |
| 22. ledna 1914 | Velká Británie | 2:9      | Turnaj LIHG 1914 | Chamonix     |
| 26. února 1914 | Berliner SC    | 2:2      | přátelsky        | Berlín       |

 Čechy –  Berliner SC	2:2 (1:1, 1:1)
26. února 1914 – Berlín

Branky Čech: 1:0 5. Jaroslav Jirkovský, 2:2 Karel Pešek.

Branky Berlína: 1:1 Max Holzbear, 1:2 Werner Glimm. 	
Čechy: Václav Pondělíček – Josef Loos, Jan Fleischmann – Emerich Rath – Karel Pešek, Jaroslav Jirkovský, Josef Páral.
Berliner SC: Artur Boak – Nils Molander, Grey, Max Holzboer, Werner Glimm, Charles Hartley, Bruno Grauel.